# Ján Krajňák
Ján Krajňák (10. července 1924 Sedlice – 23. února 2005 Košice) byl titulární kanovník, emeritní proděkan řeckokatolické církve a čestný děkan řeckokatolické bohoslovecké fakulty Univerzity Pavla Jozefa Šafárika.
Studoval na Vysoké bohoslovecké škole v Prešově a Cyrilometodějské bohoslovecké fakultě Univerzity Palackého v Olomouci. Absolutorium z teologie získal 7. července 1949. Z dalšího studia na Filozofické fakultě Slovenské univerzity v Bratislavě v oboru slovenština-filozofie ho vyloučili z ideologicko-kádrových důvodů. Byl zatčen v Karlových Varech v roce 1952, v dubnu 1954 odsouzen na pět a půl roku pro "zločin velezrady proti republice".
Od roku 1964 až do důchodu pracoval jako jazykový korektor v košických tiskárnách. Tajně přijal svěcení na řeckokatolického kněze 2. února 1969 v Košice. V roce 1990 připravoval obnovení teologického studia v Prešově a stal se proděkanem řeckokatolické bohoslovecké fakulty Univerzity Pavla Jozefa Šafárika. Přednášel filozofické disciplíny, dějiny filozofie, křesťanskou sociální nauku a latinu. Papež Jan Pavel II. mu v roce 1992 udělil titul Monsignore. Ještě v roce 1998 pracoval jako ředitel biskupského úřadu v Prešově. Je autorem samizdatové básnické sbírky s názvem "Ano a ne", která vznikla pod jeho tehdejším vězeňským číslem AO - 34568. Pochován je na hřbitově v Sedlicích.